# Anomotodon
Anomotodon (лат.) — род вымерших акул из семейства скапаноринховых (Mitsukurinidae). Ископаемые остатки находят в породах, датированных верхним мелом — нижнем миоценом (93,9—15,97 млн лет назад), на территории Азии (современные Израиль, Ливан, Сирия), Европы (Болгария, Великобритания, Испания, Франция, Швеция), Северной Америки (США) и Антарктиды. Являлись морскими активно плавающими хищниками, питались кальмарами, ракообразными и моллюсками.

## Классификация
По данным сайта Mikko’s Phylogeny Archive, в род включают следующие вымершие виды:
- Anomotodon cravenensis Case, 1980
- Anomotodon hermani
- Anomotodon laevis
- Anomotodon multidenticula D. J. Long, 1992
- Anomotodon novus (Winkler, 1874)
- Anomotodon plicatus Arambourg, 1952
- Anomotodon principalis Capetta, 1975
- Anomotodon senessei
- Anomotodon sheppeyensis Casier, 1976
- Anomotodon toddi

Сайт Paleobiology Database признаёт только 3 вида: A. multidenticula, A. plicatus, A. principalis, ещё два вида названы, для них не указаны диагнозы таксона: A. cravenensis, A. toddi.